# Filirea szerokolistna
Filirea szerokolistna (Phillyrea latifolia L.) – gatunek wiecznie zielonego drzewa lub krzewu z rodziny oliwkowatych.

## Występowanie
Drzewo pochodzi z krajów śródziemnomorskich: na terenie Europy w Grecji, Włoszech, Francji, Hiszpanii, Portugalii, w północnej Afryce (w Algierii, Maroku, Tunezji), w Azji w Turcji. Bywa sadzona także w zachodniej Europie w Anglii i Irlandii.

## Morfologia

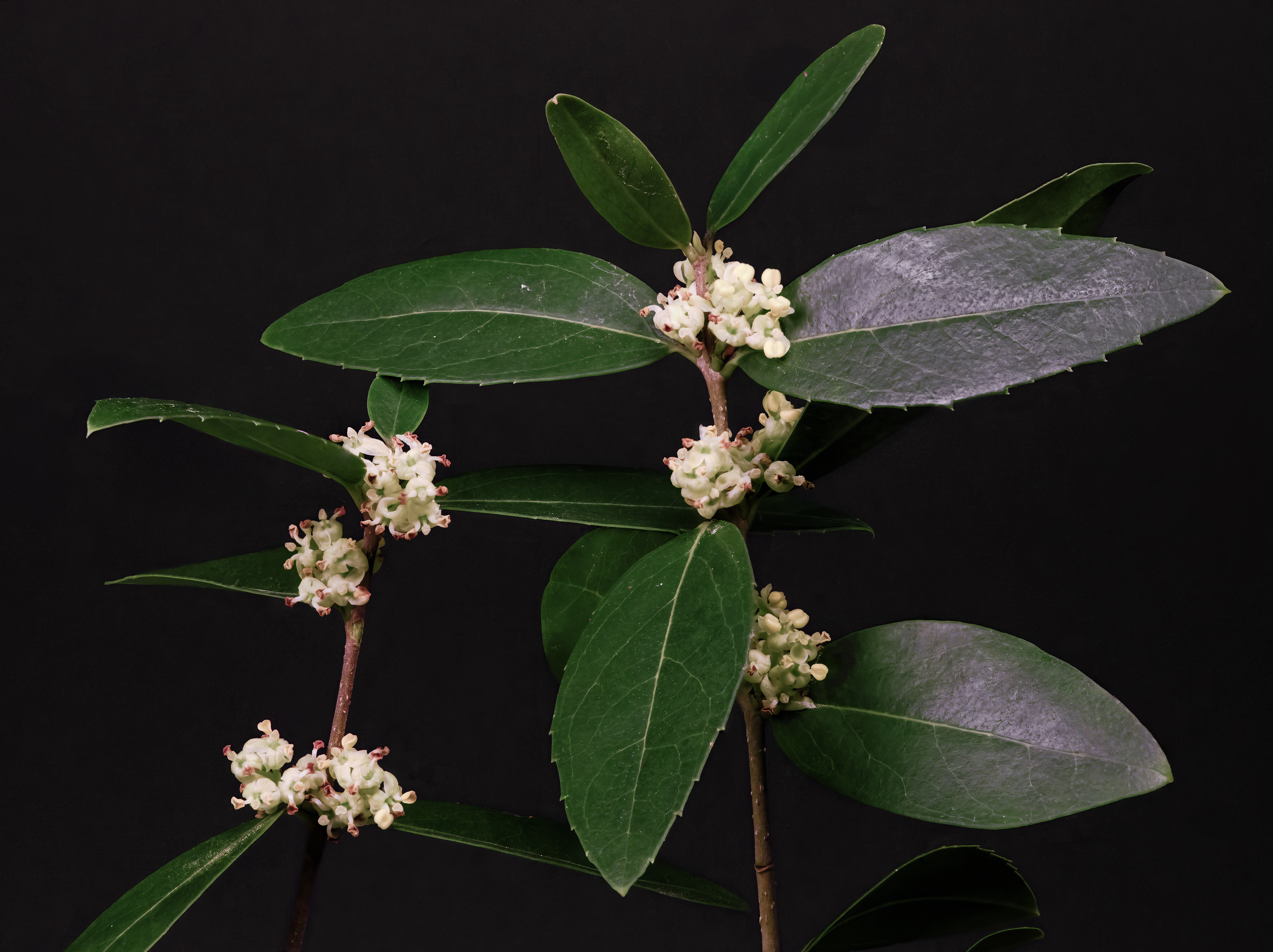
Kwiaty

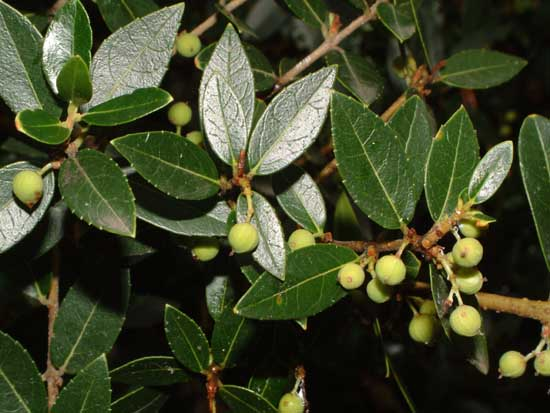
Owoce

PokrójNiewielkie drzewo o wysokości 7 – 10 m, zwykle jednak znacznie niższe albo rozwinięte jak krzew.
PieńBardzo krótki, najczęściej już nad ziemią silnie rozgałęziony.
GałęzieWyrastające promieniście, przeważnie wzniesione, tylko w dolnej części korony zginające się ku ziemi.
KoraDość gładka, nawet u starszych okazów, jednobarwna szara do brunatnoszarej.
LiścieNaprzeciwległe, owalne na brzegach piłkowane lub całobrzegowe o długości 3 – 7 cm i szerokości 1 – 3 cm. Na wierzchu ciemnozielone do prawie czarny, lśniące, od spodu jaśniejsze, matowe.
KwiatyBardzo drobne, w małych zwartych pęczkach stojących w pachwinach liści. Białawo-zielonkawe.
OwoceMałe, kuliste pestkowce, dojrzałe koloru niebieskawego lub czarnego.

## Biologia i ekologia
Na obszarze naturalnego występowania rośnie w zaroślach nadmorskich typu makii i garigu. Kwitnie w czerwcu.